# Kemari

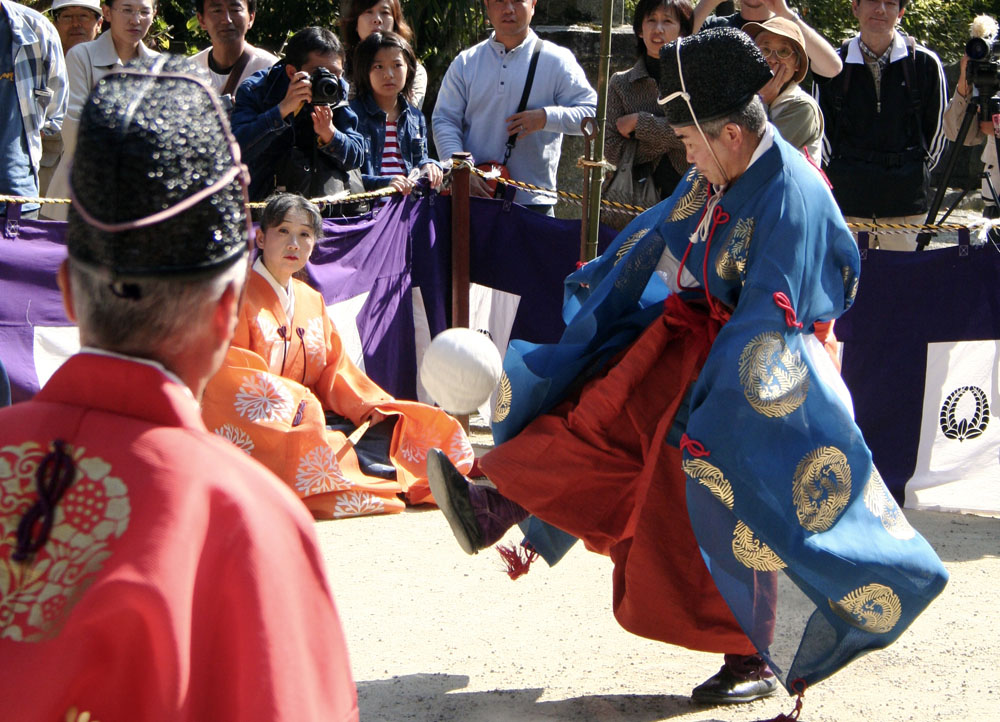
Kemari à Nara.

Le kemari (蹴鞠, litt. « balle frappée ») est une forme de football qui était populaire au Japon pendant la période Heian (794-1185).

## Histoire

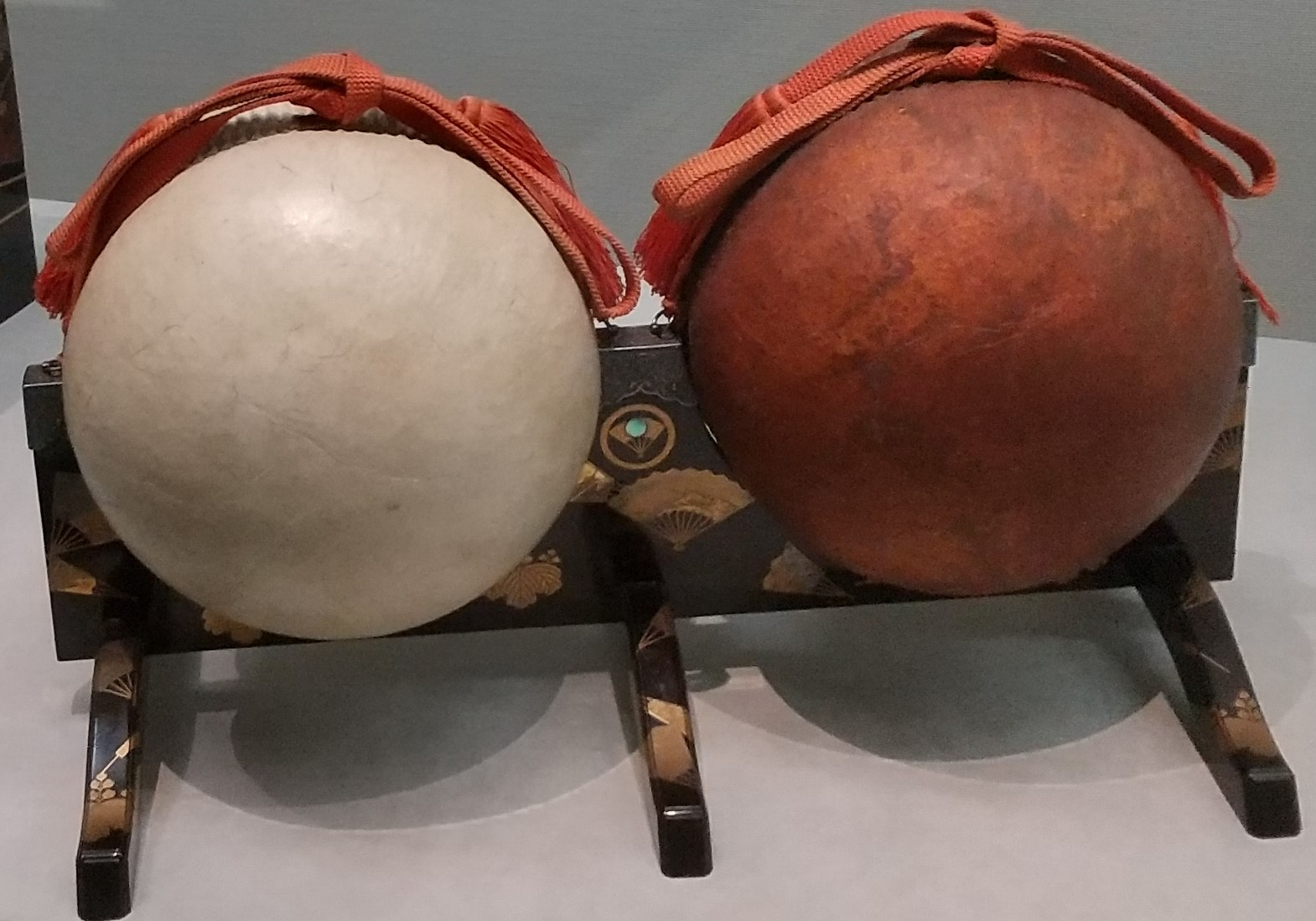
Objet décoratif à motif de balles de kemari.

Le kemari est issu d'un sport chinois, le cùjú, et a été introduit au Japon vers l'an 600, au cours de la période d'Asuka. On en trouve une première mention dans les sources littéraires en 644. Les règles de ce sport furent standardisées à partir du XIIIe siècle, sous l'influence notable de son homologue d'origine chinoise.
Fujiwara no Narimichi (藤原 成通, 1097-1162), contemporain de l'empereur Shirakawa, est considéré comme le « saint du kemari » en raison de son habileté inégalée parmi ses contemporains. Bien que doué dans nombre de domaines typiquement attendus d'un gentilhomme de l'époque, tel que le yabusame, la poésie chinoise et japonaise, la flûte et la calligraphie, c'était vraiment dans le kemari qu'il excellait. Il y aurait joué, enfant, tous les jours, après avoir recouvré d'une maladie, puis fut un jour frappé de visions par les dieux du kemari. Il est encore aujourd'hui pratiqué, notamment au sein des sanctuaires shintoïstes du japon. George H. W. Bush en joua une partie lors d'une visite protocolaire dans l'archipel,.

## Le jeu

### Tenue et cadre religieux
Bien qu'il se joue normalement en habit de cour, selon un style vestimentaire hérité de la période d'Asuka et comportant notamment le kariginu, le kemari est un sport très physique. Contrairement à son homologue chinois, le kemari est dénué de tout esprit de compétition et comporte une forte dimension religieuse. Le jeu, qui se pratique souvent dans des temples et sanctuaires, est précédé d'une cérémonie.

### Règles
Les participants, au nombre de huit, sont disposés en cercle. Le premier effectue une série de jongles avec une balle appelée mari (鞠). Celle-ci est fabriquée à partir de peaux de bête, puis remplie d'orge. Elle mesure environ 24 cm de diamètre. Lorsque la balle tombe au sol, le joueur fait alors la passe à un autre joueur, et ainsi de suite. Chacun leur tour, les joueurs effectuent ainsi une démonstration de jongles et de passe. Seule la jambe droite est utilisée.

### Place dans la culture japonaise
Le kemari possède un sanctuaire dédié, fondé par la famille aristocratique Asukai, le Shiramine-jingū, où est vénéré Seidai Myōjin (精大 明神), dieu des sports, et en particulier du kemari et du football. Aujourd'hui, ce sport se pratique officiellement chaque année à une date fixe, le 4 janvier, dans le sanctuaire de Kyoto.